# Przemysław Dewucki
Przemysław Dewucki (ur. 3 września 1988) – polski futsalista, zawodnik z pola, reprezentant Polski, obecnie jest zawodnikiem występującego w ekstraklasie Nbit Gliwice.
Przemysław Dewucki swoją przygodę z futsalem rozpoczynał w Radanie Gliwice, później był zawodnikiem Jango Mysłowice. Kolejnym klubem tego zawodnika była P.A. Nova Gliwice, z którą w sezonie 2007/2008 zdobył Mistrzostwo Polski. Od sezonu 2009/2010 grał dla Pogoni 04 Szczecin, a potem był zawodnikiem GAF Jasna Gliwice. Przemysław Dewucki wystąpił w trzech meczach reprezentacji Polski, w których strzelił dwie bramki, ma także na swoim koncie występy w reprezentacji U-21, z którą wziął udział w turnieju eliminacyjnym do Mistrzostw Europy U-21. Od początku sezonu 2015/2016 jest zawodnikiem klubu NBit Gliwice.